# 押小路通

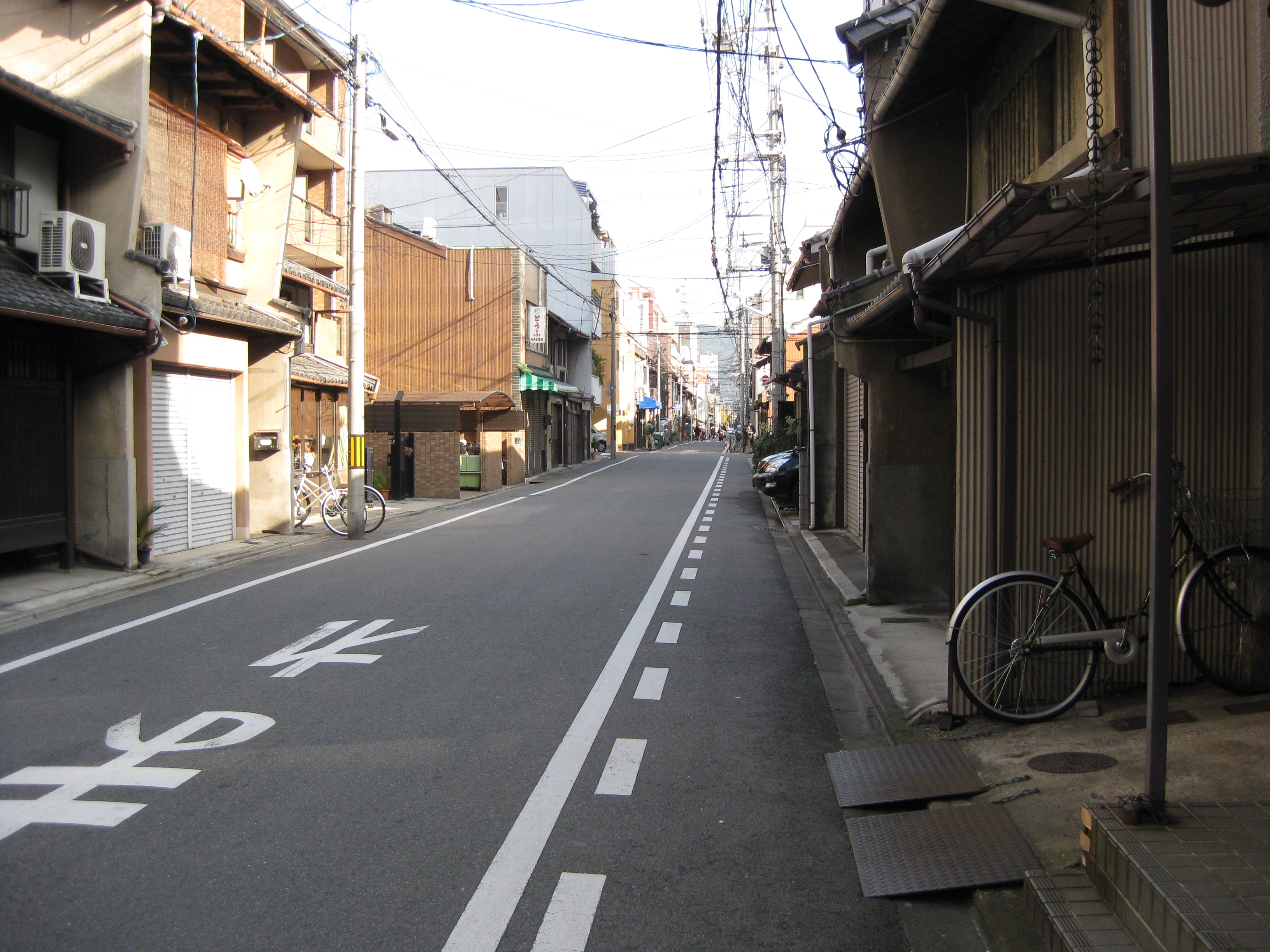
押小路通(高倉通付近から東方向を望む)

押小路通（おしこうじどおり）は、京都市内の東西の通りの一つ。東は木屋町通から西は千本通まで、二条通と御池通の間を走る。千本通から西も通りは続いているように見えるが、これは一筋南の御池通が千本通を境に北にずれて押小路通に接続しているからで、押小路通としての西端は千本通である。
平安京の押小路にあたる。御池通の一本北にあり、二条城の南縁を画する通りであり、堀川通～千本通は片道2車線の広い道路で、京都市営地下鉄東西線が地下を通っており、二条城前駅、二条駅がある。

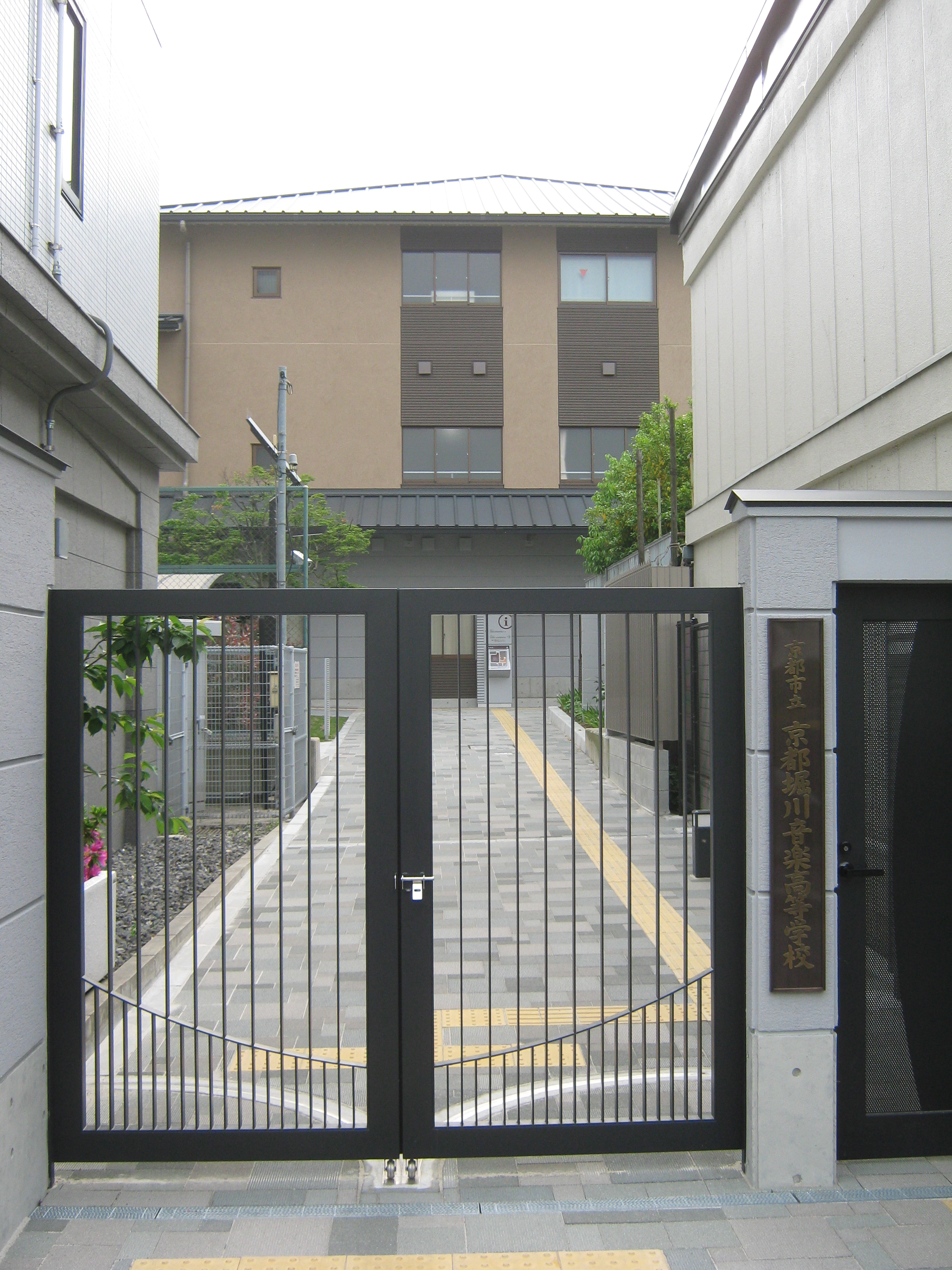
京都市立京都堀川音楽高等学校・堀川門、京都市中京区

## 上押小路通
二条駅の北側を通る東西の通り。東は千本通から西は佐井西通まで。この通りは平安京の二条大路に相当する。

## 沿道の主な施設
- 高瀬川一之船入 木屋町通
- 京都ホテルオークラ
- 京都市役所 河原町通（正面は反対側）
- 京都市消防局
- 京都市立京都堀川音楽高等学校
- 二条城 堀川通
- 神泉苑 大宮通（正面は反対側）
- 地下鉄東西線 - 二条城前駅 - 二条駅
- 山陰本線（嵯峨野線） - 二条駅